# Maison forte de Motz
La maison forte de Motz est une ancienne maison forte, du XIVe siècle, au Moyen Âge, siège de la  seigneurie de Motz, qui se dresse au hameau de Châteaufort, sur la commune de Motz, une commune française, dans le département de la Savoie en région Auvergne-Rhône-Alpes.

## Situation
En face de l'église, au hameau de Châteaufort.

## Histoire
En 1375, Artaud de Motz, fils de Jean, seigneur de Motz, en reçoit l'investiture.
En 1518, Charles III de Savoie, hérite de la maison forte d'un autre Artaud de Motz et la donne en fief à la famille Aymon de La Chavanne, famille originaire de Rumilly. Elle passe au XVIIe siècle à leur cousin Claude-François de Chavanne. Au début du XVIIIe siècle, elle est entre les mains de la famille Lognoz. On relève, en 1730, Gabriel Lognoz, fils de Pierre, et à la Révolution, Maurice Lognoz, fils de Bénigne.

## Description
La cour de cette maison forte était : « plantées d'arbres », et son parcellaire est représentée sur la mappe sarde.
Maison rurale avec une demi-tour ronde, à toit plat et murs en pierres, elle conserve quelques éléments du XVIe.